# Putifigari
Putifigari är en ort och kommun i provinsen Sassari i regionen Sardinien i Italien. Kommunen hade 719 invånare (2017).